# Panarthropoda
Panarthropoda – grupa zwierząt z kladu Ecdysozoa obejmująca stawonogi, niesporczaki i pazurnice. Jej monofiletyzm jest powszechnie akceptowany, jednak niektóre analizy molekularne sugerowały bliższe pokrewieństwo niesporczaków z innymi wylinkowcami niż ze stawonogami i pazurnicami. Monofiletyzm Panarthropoda wspierają liczne cechy morfologiczne, takie jak segmentacja ciała, wyrostki na spodnio-bocznej stronie ciała, kutikula z α-chityną, miksocel z metanefrydiami, serce z ostiami (niewystępujące u niesporczaków) oraz segmentowane odnóża zakończone pazurami. Analizy filogenetyczne wykorzystujące małą podjednostkę rRNA zawierającą gen 18S nigdy mocno nie wspierały monofiletyzmu Panarthropoda, jednak analizy opierające się na sekwencjach genów 18S i 28S zdecydowanie go potwierdziły. Pokrewieństwo wewnątrz tego kladu pozostaje jednak niejasne – sugerowano wszystkie możliwe hipotezy o siostrzanych relacjach pomiędzy stawonogami, niesporczakami i pazurnicami. We wszystkich analizach przeprowadzonych przez Caseya Dunna i współpracowników (2008) grupą siostrzaną stawonogów były pazurnice, a nie niesporczaki, co zdaniem autorów jest rozwiązaniem tej kwestii. Kwestia pokrewieństwa niesporczaków jest jednak bardziej problematyczna – niektóre badania molekularne sugerowały, że ich najbliższymi krewnymi są nicienie, podczas gdy w jednej z analiz przeprowadzonych przez Rotę-Stabellego i wsp. (2010) były one zagnieżdżone wewnątrz szczękoczułkowców, tworząc klad z kikutnicami i drobnonogami. Wynik taki jest bardzo mało prawdopodobny, a rezultat analizy wynika prawdopodobnie z long branch attraction (LBA), ponieważ wszystkie te linie ewolucyjne cechują się wysokim tempem ewolucji molekularnej. Usunięcie z analizy szybko ewoluujących taksonów skutkowało zajęciem przez Tardigrada pozycji siostrzanej dla pazurnic. Po przedsięwzięciu działań zapobiegających LBA wsparcie dla monofiletyzmu Panarthropoda było wysokie.